# 後庄里 (嘉義縣)
23°28′12.2″N 120°19′38.0″E / 23.470056°N 120.327222°E
後庄里是中華民國台灣嘉義縣太保市轄下的行政區，原名為後溝尾，日治時期改為後溝尾庄，1935年光復後才改名為後庄里。位於太保里、新埤里及太保農場之間。台灣高鐵於東側南北貫穿。面積約2.22843平方公里，行政區包含6個鄰、158戶、人口數569人。聚落內保安宮為當地信仰中心。 

## 地理
後庄里位於太保里、新埤里及太保農場之間。省道台18線與高鐵橋下聯外道路台37線於此交匯，主要村落位置均未直接與對外公路相接，在省道開設前，其主要動線仰賴村落東側由小路連接鄉道嘉49線（麻太公路）進出。村內有後庄圳渠，原往東由麻太路排出。1960年重劃，截水改為向西後溝尾大排和太保八號中排相會，三角點位於交會點上方。現今有高鐵高架橋於東側貫穿本村。
後庄里始祖係由楊氏一族三兄弟由福建漳州府平和縣婆蔗社崙子頂隨鄭成功來台，定居於溝後（當時有一條溝從太保流至後庄；此處稱為後溝尾）。清乾隆年間，鴨母王朱一貴起事；曾威赫一時，卻在後溝尾被捕；於事清廷特賜下馬碑一座「文官下轎、武官下馬」以示勳功，後為防止避免下馬之計，改換木製，但已無蹤跡。昔時後溝尾以前比前溝尾（即今太保里）大得多，有上千戶人家居住，前溝尾若有大拜拜熱鬧（神明誕辰祭祀）都必須從後溝尾分香過來，而前溝尾若要演戲；就要由後溝尾人來點戲；可見當時前溝尾與後溝尾關係密切。清咸豐11年（1861年）戴萬生起事，庄民由楊和尚率領與之對抗；事平之後竟僅剩30餘戶。日治時期改制為後溝尾莊，光復後即改名為後庄迄今，庄名始由稱之。

## 教育
本區域內目前無設立國中小，其國小學區為太保國小。

## 文化資源
本地為以道教為主的民間信仰。
保安宮：建立於1834年，主神為保生大帝。為王得祿剿平海賊時所建。

## 景點
勇伯地瓜酥：勇伯地瓜酥工廠已傳承三代，堅持以台灣番薯製作地瓜酥，行銷海峽兩岸。

## 其他特色
嘉義縣金牌農村：2017年嘉義縣政府舉辦的「第一屆金牌農村」縣內初賽選拔，由後庄里獲選，預計於2018年代表嘉義縣參加全國決賽。農村特色暨其獲選原因為：後庄里以農村活力及社區向心力，整合資源及特色，物產以小番茄參加全國小果番茄競賽，農產品洋香瓜品質優良、口感清甜。